# Ricaurte (Nariño)
Ricaurte é um município da Colômbia, localizado no departamento de Nariño.